# Ernesius (archevêque de Césarée)
Ernesius, mort en 1175, fut archevêque de Césarée de 1158 jusqu'à sa mort.

## Biographie
Ernesius était le neveu de Guillaume de Messines, originaire de Flandre et nommé patriarche latin de Jérusalem par le roi Baudouin II de Jérusalem. Il devint chancelier de son oncle, un rare exemple de népotisme au sein du clergé du royaume de Jérusalem. Le patriarche Guillaume mourut en 1145 et Ernesius conserva son poste de chancelier sous le patriarche suivant, Foucher d'Angoulême. En tant que chancelier de Foucher, Ernesius soutint la reine Mélisende dans sa lutte contre le roi Baudouin III. Ernesius s'était initialement opposé à la nomination d'Amaury de Nesle au patriarcat, en 1157 ou 1158, mais il finit par coopérer avec lui.
Ernesius fut nommé archevêque de Césarée en 1158, succédant à l'archevêque Baudouin II. Il fut décrit par le chroniqueur Guillaume de Tyr comme « sage et doué d'éloquence ». En 1160, alors que Mélisende était gravement malade, Ernesius et plusieurs autres furent réadmis à la cour royale.
Le roi Amaury Ier de Jérusalem chargea Ernesius et le bouteiller, Hugues de Saint-Amand, de négocier un mariage pour le roi avec une parente de l'empereur byzantin Manuel Ier Comnène. L'ambassade partit donc pour la cour byzantine de Constantinople en 1165,. Ernesius et Eudes revinrent près de deux ans plus tard avec une épouse, la petite-nièce de l'empereur, Marie Comnène.
En 1169, une ambassade composée du patriarche Amaury de Nesle, de l'archevêque Ernesius et de l'évêque d'Acre Guillaume fut chargée de transmettre des lettres du roi Amaury Ier à l'empereur Frédéric Barberousse, aux rois Louis VII de France et Henri II d'Angleterre, à la reine de Sicile Marguerite de Navarre, ainsi qu'aux comtes Philippe Ier de Flandre, Thibaut V de Blois et Henri Ier de Champagne. Les prélats furent repoussés à Acre par une violente tempête après deux jours de mer, puis en raison du risque, ils refusèrent de reprendre la mer. La seconde tentative fut confiée à l'archevêque de Tyr, Frédéric de La Roche, et à l'évêque de Banias, Jean.
Ernesius mourut en 1175 et fut remplacé comme archevêque par Héraclius d'Auvergne.